# Mirambé
Mirambé é um distrito do município de Caucaia, na Região Metropolitana de Fortaleza. Criado pelo Decreto-lei Estadual nº 1.114, de 30 de dezembro de 1943, no qual se extinguiu o antigo distrito de Taquara. Seu acesso se dá pela Rodovia Raimundo Pessoa de Araújo.